# ولفمن جک
رابرت وستون اسمیت (۲۱ ژانویه ۱۹۳۸) – ۱ ژوئیه ۱۹۹۵)، معروف به ولفمن جک ، یک دی‌جی آمریکایی بود که بیش از سه دهه فعالیت داشت.  او به خاطر صدای گرفته و زمختش مشهور بود و آن را عامل موفقیت خود می‌دانست و می‌گفت: «سال‌هاست که برای ولفمن و ولف‌وومن گوشت و سیب‌زمینی روی میز نگه داشته شده. چند شات ویسکی هم به آن کمک می‌کند. صدای خش‌دار و دلنشینی دارم.» 
اسمیت در ۲۱ ژانویه ۱۹۳۸ در بروکلین ، شهر نیویورک ، به عنوان کوچکترین فرزند از دو فرزند آنسون وستون اسمیت و همسرش رزاموند اسمال متولد شد. او در خیابان دوازدهم و خیابان چهارم زندگی می‌کرد و به دبیرستان آموزش دستی در بخش پارک اسلوپ می‌رفت. والدینش در کودکی از هم جدا شدند.
در اول ژوئیه ۱۹۹۵، اسمیت بر اثر حمله قلبی در خانه‌اش در بلویدر، کارولینای شمالی درگذشت. او ۵۷ سال داشت.   او در گورستان خانوادگی در بلویدر به خاک سپرده شده است. 